# Дёблиц
Дёблиц (нем. Döblitz) — деревня в Германии, в земле Саксония-Анхальт. Входит в состав города Веттин-Лёбеюн района Заале. 
Население составляет 189 человек (на 31 декабря 2006 года). Занимает площадь 6,24 км².
Впервые упоминается в 1286 году. До 31 декабря 2010 года Дёблиц имел статус общины (коммуны). 1 января 2011 года вместе с рядом других населённых пунктов вошёл в состав нового города Веттин-Лёбеюн.